# NGC 6404
NGC 6404 (również OCL 1024 lub ESO 393-SC13) – gromada otwarta znajdująca się w gwiazdozbiorze Skorpiona. Odkrył ją John Herschel 27 czerwca 1837 roku. Jest położona w odległości ok. 7,8 tys. lat świetlnych od Słońca.